# Proizd
Proizd ist eine kleine, nicht dauerhaft bewohnte kroatische Insel in der Adria. Sie liegt unmittelbar westlich der mitteldalmatinischen Insel Korčula und ist nur durch einen etwa 200 Meter breite Meerenge von ihr getrennt. Die 0,632 Quadratkilometer große Insel mit einer unregelmäßigen Küstenlinie hat eine Küstenlänge von 4,91 Kilometer bei einer Längenausdehnung von über 1000 Metern und einer maximalen Breite von 600 Metern. Sie erreicht eine Höhe von ca. 24 m über NN.
Das felsige Eiland ist überwiegend bewaldet bzw. besitzt eine Macchiavegetation. Die Küste besteht hauptsächlich aus felsigen Uferzonen, unterbrochen von einigen Kiesstränden, die insbesondere bei FKK-Anhängern aufgrund ihrer abgeschiedenen Lage beliebt sind.
Die Insel ist in der Badesaison mit regelmäßig verkehrenden Fährboten vom Urlaubsort Vela Luka aus erreichbar.
Es gibt Gastronomie auf der Insel, und im Westen an der Einfahrt der von Split bzw. Hvar kommenden Fährschiffe in die Bucht Zaliv Vela Luka steht ein Leuchtfeuer.
Im Winterhalbjahr ist die Insel unbewohnt.